# Milionia everetti
Milionia everetti är en fjärilsart som beskrevs av Rothschild 1896. Milionia everetti ingår i släktet Milionia och familjen mätare. Inga underarter finns listade i Catalogue of Life.